# دوري قرغيزستان لكرة القدم 1997
دوري قيرغيزستان لكرة القدم 1997 هو الموسم 6 من دوري قيرغيزستان لكرة القدم. فاز فيه FC Dinamo MVD Bishkek ‏.